# Rocky Trottier
Pour les articles homonymes, voir Trottier.
Rocky Trottier (né le 11 avril 1964 à Climax dans la province de la Saskatchewan au Canada) est un ancien joueur professionnel de hockey sur glace. Il est le frère cadet de Bryan Trottier, membre du temple de la renommée du hockey et de Monty Trottier.

## Carrière en club
Il commence sa carrière en 1980 en jouant dans la Ligue de hockey de l'Ouest avec les Blades de Saskatoon. Au cours de la saison, il rejoint les Bighorns de Billings puis deux saisons plus tard, il participe au repêchage d'entrée dans la Ligue nationale de hockey. Il est alors choisi comme premier choix par les Devils du New Jersey (huitième choix au total), nouvelle franchise de la LNH après le déménagement des Rockies du Colorado.
Il n'intègrera la LNH que lors de la saison 1983-1984 mais n'arrivera pas à se faire une place dans l'effectif des Devils. Il passe ensuite dans la Ligue américaine de hockey en jouant pour les Mariners du Maine. En 1987, il réalise une saison en Europe, en jouant pour l'équipe de Füssen dans le championnat allemand (2. Bundesliga).
Sa dernière saison professionnelle, il la passe dans la LAH avec les Bears de Hershey.

## Statistiques
Pour les significations des abréviations, voir Statistiques du hockey sur glace.
| Saison    | Équipe                 | Ligue         |    | Saison régulière | Saison régulière | Saison régulière | Saison régulière | Saison régulière |   | Séries éliminatoires | Séries éliminatoires | Séries éliminatoires | Séries éliminatoires | Séries éliminatoires |
| Saison    | Équipe                 | Ligue         | PJ | B                | A                | Pts              | Pun              | PJ               | B | A                    | Pts                  | Pun                  |                      |                      |
| 1980-1981 | Blades de Saskatoon    | LHOu          | 34 | 9                | 15               | 24               | 26               |                  |   |                      |                      |                      |                      |                      |
| 1980-1981 | Bighorns de Billings   | LHOu          | 28 | 2                | 11               | 13               | 41               | 5                | 0 | 0                    | 0                    | 0                    |                      |                      |
| 1981-1982 | Bighorns de Billings   | LHOu          | 28 | 13               | 21               | 34               | 36               |                  |   |                      |                      |                      |                      |                      |
| 1982-1983 | Islanders de Nanaimo   | LHOu          | 34 | 13               | 22               | 35               | 12               |                  |   |                      |                      |                      |                      |                      |
| 1982-1983 | Tigers de Medicine Hat | LHOu          | 20 | 5                | 9                | 14               | 11               | 5                | 0 | 2                    | 2                    | 2                    |                      |                      |
| 1982-1983 | Wind de Wichita        | LCH           | 2  | 0                | 1                | 1                | 0                |                  |   |                      |                      |                      |                      |                      |
| 1983-1984 | Tigers de Medicine Hat | LHOu          | 65 | 34               | 50               | 84               | 41               | 14               | 5 | 10                   | 15                   | 13                   |                      |                      |
| 1983-1984 | Devils du New Jersey   | LNH           | 5  | 1                | 1                | 2                | 0                |                  |   |                      |                      |                      |                      |                      |
| 1984-1985 | Mariners du Maine      | LAH           | 34 | 17               | 16               | 33               | 4                | 10               | 2 | 0                    | 2                    | 15                   |                      |                      |
| 1984-1985 | Devils du New Jersey   | LNH           | 33 | 5                | 3                | 8                | 2                |                  |   |                      |                      |                      |                      |                      |
| 1985-1986 | Mariners du Maine      | LAH           | 66 | 12               | 19               | 31               | 42               |                  |   |                      |                      |                      |                      |                      |
| 1986-1987 | Mariners du Maine      | LAH           | 77 | 9                | 14               | 23               | 41               |                  |   |                      |                      |                      |                      |                      |
| 1988-1989 | Füssen EV              | 2. Bundesliga | 33 | 23               | 31               | 54               | 22               |                  |   |                      |                      |                      |                      |                      |
| 1989-1990 | Bears de Hershey       | LAH           | 49 | 15               | 13               | 28               | 18               |                  |   |                      |                      |                      |                      |                      |